# مقبرة أنطونيادس
تعد مقبرة أنطونيادس جزءًا مهمًا من جبانة الحضرة التي توجد ضمن الجبانة الشرقية في الإسكندرية، كما تعد من المقابر ذات الفن الإغريقي من حيث الزخرفة والعمارة.

## تأريخ المقبرة
لا يوجد مصدر كتابي يؤكد تاريخ المقبرة لكن مقارنتها بالمقابر المجاورة لها، تعتبر أنها تعود للنصف الثاني من القرن الثاني قبل الميلاد.

## أجزاء المقبرة
يوجد بمقبرة أنطونيادس سلم منحوت في الصخر يؤدي إلى فناء به أعمدة ذات طابع معماري يوناني وهذا الفناء هو في الجانب الشمالي وبه الحجرة الرئيسية أي غرفة الأريكية، كما يوجد فتحات للدفن في الجانب الشرقي والغربي للغرف.

## أهم الحفائر بالمنطقة

### الأواني الفخارية
ترجع الأواني الفخارية للعصر الهلنيستي وتعتبر هذه الأواني أهم ما أنتجت مصر في هذا العصر، وتسمي بآنية الحضرة نسبة لجبانة الحضرة حيث عثر فيها على عدد كبير من هذه الآنية، وقد بُدِأت صناعتها منذ بداية القرن الثالث قبل الميلاد حتى بداية القرن الثاني قبل الميلاد، وتعتبر هذه الفترة ما بين فترة حكم بطليموس الثاني فيلاديلفيوس حتى بطليموس الرابع فليوباتور، وهذه الأواني من نوع الهيدرا وكان هذا النوع من الأواني يستخدم لحفظ رماد المتوفي وكانت تكتب عليها اسمه وتاريخ حكم الملوك لذلك تستخدم لمعرفة سنوات حكم الملوك ولكنها ليست مصدر كافي. يوجد نوعان لهذه الأنية:
1. النوع الأول يرسم على أرضية حمراء باستخدام خطوط بنية أو سوداء وتكون بها زخارف على العنق وغالبًا تكون عليه رسومات خشنة.
2. النوع الثاني يرسم على أرضية بيضاء وتتميز طينة هذا النوع من الأواني بالخشونة وهي أقرب للطين المصري وكان يستخدم ألوان متعددة مثل الأزرق والأحمر والأصفر والأخضر والأسود والبني.[3]

وكان الكمّ الأكبر من هذه الأواني يستورد من كريت والبعض الآخر يصنع محليًا في الإسكندرية، وكانت مخصصة لحفظ رماد موتى الجند المقدونيين الذين جاؤوا مع الإسكندر وبطلميوس الأول ثم بعض اليونانيين الذين جاؤا مصر في عصر البطالمة. بدأ إنتاج هذا النوع من الأواني منذ عام 280 قبل الميلاد وحتى عام 180 قبل الميلاد، وقد عُثر على كمية كبيرة من هذه الأواني في بقاعٍ يونانية مختلفة، خاصةً في قبرص وكريت، وتعتبر كريت المصدر الأول لإنتاج هذه الأواني في ذلك الوقت.

## التشابه مع المقابر المجاورة

### مقبرة سيدي جابر
تتشابه مقبرة أنطونيادس مع مقبرة سيدي جابر في أن بهما فتحات للدفن، واستخدام الفتحات فقط في الدفن
ويوجد في مقبرة سيدي جابر أريكة كاملة، بينما وُجِدَ في مقبرة أنطونيادس محراب كبير وُجِد بدلًا من الأريكة وصوّرت على الجدران أريكة بالنقش البارز .

### مقبرة الشاطبي
تعتبر مقبرة الشاطبي من أقدم المقابر منذ العصر البطلمي وترجع لنهاية القرن الرابع قبل الميلاد، وتشبه مقبرة الشاطبي المنازل الإغريقية في مدينة برايني والتي كانت شائعة في القرن الثالث قبل الميلاد، وتتشابه معها مقبرة أنطونيادس في أنها تشبه أيضًا المنازل الإغريقية لكن الموجودة في مدينة ديلوس خلال القرن الثاني الميلادي.

### مقابر المكس
تتشابه مقابر المكس مع مقبرة أنطونيادس في وجود فناء ذي أعمدة ويعتبر أحد أشكال التطور الطبيعي للفناء الإغريقي القديم.